# 镰角锐额蚤
镰角锐额蚤（学名：Alonella excisa）为盘肠蚤科锐额蚤属的动物。分布于世界各地以及中国大陆的遍布中国等地，属于广温性种类。其一般栖息于湖泊或池塘的水草丛中。